# Partido Democrático del Sarre
El Partido Democrático del Sarre (en alemán: Demokratische Partei Saar, DPS) fue un partido político de ideología liberal existente en el Protectorado del Sarre.

## Historia
Fue fundado en 1945 tras el final de la Segunda Guerra Mundial.
En un principio, el partido abogó por lazos económicos con Francia y la independencia política de Alemania.
En las elecciones estatales de Sarre de 1947, recibió un 7,6% de los votos.
En 1950, Heinrich Schneider, exmiembro del NSDAP, asumió la dirección del partido. Debido a su anticonstitucional apoyo a una anexión del Sarre a Alemania, el DPS fue prohibido en 1951, continuando con sus actividades en la clandestinidad. En 1955 fue legalizado nuevamente, y en las elecciones estatales celebradas el mismo año recibió el 24,2% de los votos válidos, entrando en el gobierno del estado.
Después de la anexión del Sarre a la República Federal de Alemania en 1957, el DPS se convirtió en la organización estatal en Sarre del Partido Democrático Libre (FDP).  Aun así, oficialmente el DPS nunca ha dejado de ser parte del nombre del FDP en el Sarre (Freie Demokratische Partei/Demokratische Partei Saar), por lo que en algunas elecciones estatales de este estado federado el FDP se ha presentado bajo la sigla de FDP/DPS.